# Cerro de San Antonio
Cerro de San Antonio är en ort i Colombia.   Den ligger i departementet Magdalena, i den norra delen av landet, 600 km norr om huvudstaden Bogotá. Cerro de San Antonio ligger 11 meter över havet och antalet invånare är 7 057.
Terrängen runt Cerro de San Antonio är mycket platt. Runt Cerro de San Antonio är det ganska tätbefolkat, med 86 invånare per kvadratkilometer. Närmaste större samhälle är Campo de la Cruz, 6,0 km norr om Cerro de San Antonio. Trakten runt Cerro de San Antonio består huvudsakligen av våtmarker.